# Adamclisi
Adamclisi es una comuna del distrito de Constanța, en la región de Dobruja de Rumania.

## Historia
Se trata de un castrum romano llamado Civitas Tropaensium cuando se emplazó aquí en el año 109 un monumento llamado Tropaeum Traiani, que fue construido para conmemorar las victorias del Imperio romano sobre los dacios.

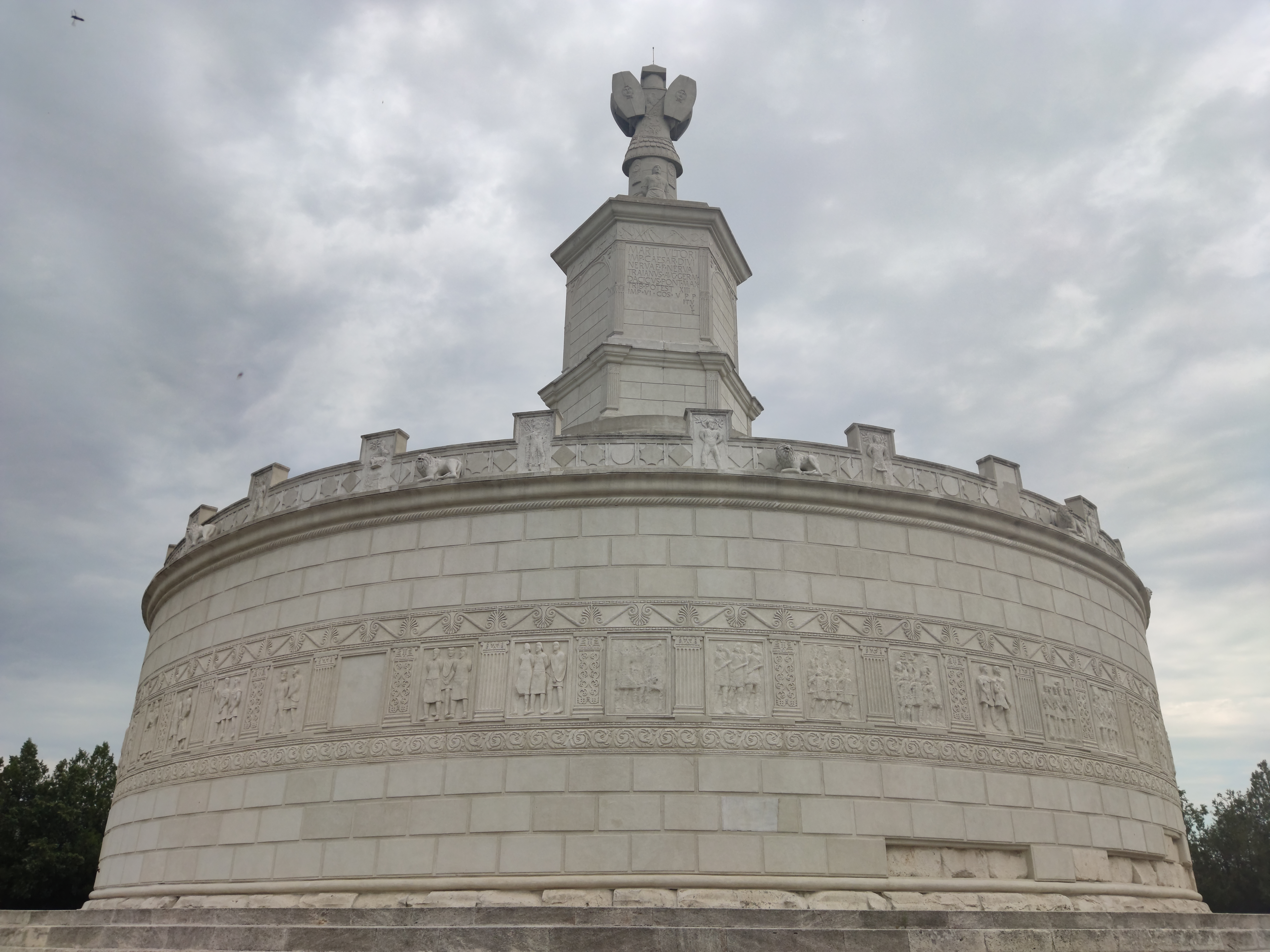
Tropaeum Traiani.

Colonizada con veteranos romanos de las guerras dacias, fue la ciudad romana más grande de Escitia Menor y llegó a ser municipium hacia el año 200. Destruida por los godos, fue reconstruida durante el gobierno de Constantino el Grande y mejoradas sus murallas defensivas, las cuales defendieron la ciudad con éxito hasta que los ávaros la saquearon en 587. Desde ese momento, dejó de ser una de las ciudades importantes de Dobruja y no volvió a ser mencionada durante 700 años.
El nombre actual tiene origen turco y es una adaptación del rumano de "Adam Kilisse", que significa "la iglesia del hombre", porque cuando los turcos se asentaron en esta área, pensaban que el antiguo monumento romano era una iglesia.
Hermanada con la localidad española de Santiponce, por albergar dentro de su término municipal las ruinas de la ciudad romana de Itálica, cuna del emperador Trajano.
En la segunda mitad del siglo XX la comuna había pasado a estar compuesta por las localidades de Adamclisi, Abrud, Hațeg, Urluia y Zorile.